# Großsteingrab Zörbig
Das Großsteingrab Zörbig war eine jungsteinzeitliche megalithische Grabanlage bei Zörbig im Landkreis Anhalt-Bitterfeld, Sachsen-Anhalt. Es wurde Ende des 19. Jahrhunderts zerstört.

## Lage
Das Grab befand sich östlich von Zörbig auf dem Galgenberg. An dieser Stelle erstreckt sich heute ein Gewerbegebiet.

## Forschungsgeschichte
Die Anlage wurde beim Kiesabbau entdeckt. Sie wurde 1885/86 durch Reinhold Schmidt ergraben und wenig später zerstört. 

## Beschreibung
Das Grab besaß eine Hügelschüttung, welche eine nord-südlich orientierte Grabkammer mit einer Länge von über 5 m und einer Breite von 1 m enthielt. Die Kammer bestand aus Findlingen und besaß eine Lehm-Tenne als Boden. Da kein Gang festgestellt werden konnte, dürfte das Grab aufgrund seiner Größe höchstwahrscheinlich als Großdolmen anzusprechen sein.

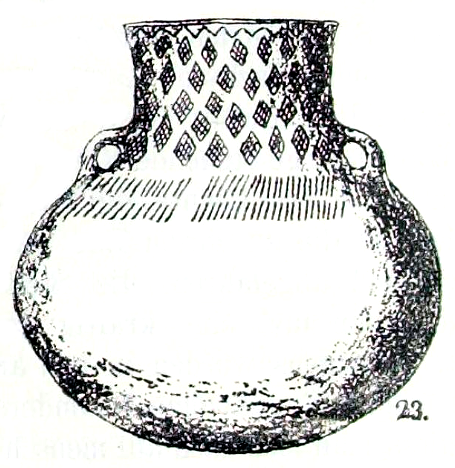
Eine der Kugelamphoren aus dem Grab

Skelettreste waren offenbar nicht mehr erhalten. An Grabbeigaben wurden mehrere Keramikgefäße, zwei Feuerstein-Beile und ein Knochen-Beil gefunden. Bei den Gefäßen handelte es sich um vier Kugelamphoren, einen nur fragmentarisch erhaltenen weitmündigen Topf und zwei Schalen. Alle Funde gehören der spätneolithischen Kugelamphorenkultur an; nach Ulrich Fischer dürfte es sich hierbei allerdings um eine Nachbestattung handeln und die eigentliche Errichtung des Grabes wäre der Walternienburger oder der Bernburger Kultur zuzuordnen. Die Funde befinden sich heute im Landesmuseum für Vorgeschichte in Halle (Saale).